# Jean Leuvrais
Jean Leuvrais (16 de agosto de 1925 - 22 de abril de 2009) fue un actor teatral, cinematográfico y televisivo de nacionalidad francesa.

## Biografía
Nacido en Courbevoie, Francia, Jean Leuvrais ingresó en el Conservatorio nacional superior de arte dramático en 1947. Actuó en numerosas producciones cinematográficas francesas, trabajando junto a Michel Serrault en películas como On ne meurt que deux fois (de Jacques Deray), Les Fantômes du chapelier (de Claude Chabrol) y L'Argent des autres (de Christian de Chalonge). En un género más ligero, actuó en La Boum 2, con Sophie Marceau. En 1993 participó en Louis, enfant roi, con Carmen Maura. 
También fue director teatral, realizando obras como Británico, que llevó a escena en 1987.
Jean Leuvrais falleció en 2009, a los 83 años de edad, en Vireaux, Francia, donde fue enterrado.

## Teatro

### Actor
- 1947 : Histoire de Tobie et Sara, de Paul Claudel, escenografía de Maurice Cazeneuve
- 1947 : La Terrasse de midi, de Maurice Clavel escenografía de Jean Vilar, con Jeanne Moreau y Michel Bouquet, Teatro municipal de Aviñón
- 1947 : Ricardo II, de William Shakespeare, escenografía de Jean Vilar
- 1949 : Héloïse et Abélard, de Roger Vailland, escenografía de Jean Marchat
- 1950 : Le Feu sur la terre, de François Mauriac, escenografía de Jean Vernier
- 1951 : Le Prince de Hombourg, de Heinrich von Kleist, escenografía de Jean Vilar
- 1951 : El Cid, de Pierre Corneille, escenografía de Jean Vilar
- 1952 : Lorenzaccio, de Alfred de Musset, escenografía de Gérard Philipe
- 1952 : Nucléa, de Henri Pichette, escenografía de Gérard Philipe
- 1952 : El avaro, de Molière, escenografía de Jean Vilar
- 1953 : La Mort de Danton, de Georg Büchner, escenografía de Jean Vilar
- 1955 : Anastasia, de Marcelle Maurette, escenografía de Jean Le Poulain
- 1956 : L'Ombre, de Julien Green, escenografía de Jean Meyer
- 1957 : César y Cleopatra, de George Bernard Shaw, escenografía de Jean Le Poulain
- 1957 : Fedra, de Jean Racine, escenografía de Roland Monod
- 1957 : Henry IV, de William Shakespeare, escenografía de Roger Planchon
- 1958 : Proceso de Jesús, de Diego Fabbri, escenografía de Marcelle Tassencourt
- 1959 : Le Dessous des cartes, de André Gillois, escenografía de Marcelle Tassencourt
- 1960 : Eduardo II, a partir de Christopher Marlowe, escenografía de Roger Planchon
- 1960 : George Dandin, de Molière, escenografía de Roger Planchon
- 1961 : Schweyk dans la deuxième guerre mondiale, de Bertolt Brecht, escenografía de Roger Planchon
- 1962 : Pas de pique-nique à Calcutta, a partir de Hugh Mills, escenografía de Jean Leuvrais
- 1962 : La Bête dans la jungle, de James Lord a partir de Henry James, escenografía de Jean Leuvrais, con Loleh Bellon, Théâtre de l'Athénée
- 1964 : Le Dossier Oppenheimer, de Jean Vilar, escenografía de Jean Vilar
- 1965 : Les Zykov, de Máximo Gorki, escenografía de Jean Leuvrais
- 1966 : Ricardo III, de William Shakespeare, escenografía de Roger Planchon
- 1967 : La Famille écarlate, de Jean-Loup Dabadie, escenografía de Gérard Vergez
- 1969 : Bienheureux les violents, a partir de Diego Fabbri, escenografía de Raymond Gérôme
- 1969 : Savonarole, de Michel Suffran, escenografía de Jean-Pierre Laruy
- 1970 : Hosanna, de Julien Vartet, escenografía de Pierre Vernier
- 1972 : Le voyageur sans bagage, de Jean Anouilh, con Jean Davy, Geneviève Brunet y Monique Melinand, Teatro municipal de Boulogne-sur-Mer
- 1973 : La Débauche, de Marcel Achard, escenografía de Jean Le Poulain
- 1974 : La Polka, de Patrick Modiano, escenografía de Jacques Mauclair
- 1975 - Antígona, de Jean Anouilh, escenografía de Nicole Anouilh
- 1975 : Napoléon III à la barre de l'histoire, de André Castelot, escenografía de Jean-Laurent Cochet
- 1980 : Don Juan, de Molière, escenografía de Roger Planchon
- 1980 : Atalía, de Jean Racine, escenografía de Roger Planchon
- 1982 : Voyage chez les morts, de Eugène Ionesco, escenografía de Roger Planchon
- 1983 : Ionesco, a partir de Eugène Ionesco, escenografía de Roger Planchon
- 1985 : Volpone, de Jules Romains, escenografía de Jean Mercure

### Director
- 1962 : Pas de pique-nique à Calcutta, a partir de Hugh Mills
- 1962 : La Bête dans la jungle, de James Lord a partir de Henry James, con Loleh Bellon, Théâtre de l'Athénée
- 1963 : La dama de las camelias, de Alexandre Dumas, con Loleh Bellon, Théâtre de la Ville
- 1965 : Les Zykov, de Máximo Gorki
- 1987 : Británico , de Jean Racine

## Filmografía

### Actor
- 1959 : Le Village des miracles(TV)
- 1962 : La Lettre dans un taxi (TV), de François Chatel y Louise de Vilmorin
- 1964 : Mademoiselle Molière (TV), de Jean-Paul Sassy
- 1965 : Morgane ou Le prétendant (TV), de Alain Boudet
- 1966 : La Machine à écrire (TV), de Gilbert Pineau
- 1967 : Le Golem (TV), de Jean Kerchbron
- 1967 : Le Jeu des vacances (TV)
- 1968 : Les Atomistes (serie TV)
- 1968 : Le Tribunal de l'impossible (serie TV), de Michel Subiéla, episodio Nostradamus ou Le prophète en son pays
- 1970 : La Femme en blanc (serie TV)
- 1970 : Una stagione all'inferno
- 1971 : Des yeux par milliers braqués sur nous (TV)
- 1971 : Le Dessous des cartes d'une partie de whist (TV)
- 1972 : De sang froid (TV)
- 1972 : François Gaillard (La Vie des autres) serie TV de Jacques Ertaud, episodio Pierre
- 1972 : Kean : Un roi de théâtre (TV)
- 1972 : La Mort d'un champion (TV)
- 1972 : Les Six Hommes en question (TV)
- 1973 : Destins (serie TV), episodios La Clé est sur la porte y Cocu, pendu et content
- 1973 : Traitement de choc, de Alain Jessua
- 1975 : La Mort d'un touriste (miniserie), de Abder Isker
- 1977 : Le Loup blanc (TV), de Jean-Pierre Decour
- 1977 : Les Samedis de l'histoire : Henri IV (TV), de Paul Planchon
- 1977 : Richelieu (miniserie)
- 1978 : L'Argent des autres, de Christian de Chalonge
- 1978 : La Ronde de nuit (TV)
- 1978 : Les Grandes Conjurations : le Connétable de Bourbon (TV)
- 1979 : I... comme Icare, de Henri Verneuil
- 1979 : L'Associé, de René Gainville
- 1980 : Le Fourbe de Séville (TV), de Édouard Logereau
- 1981 : La Mémoire des siècles (serie TV)
- 1981 : Malevil
- 1981 : Messieurs les jurés (serie TV), episodio L'affaire Baron
- 1982 : La Boum 2, de Claude Pinoteau
- 1982 : Los fantasmas del sombrerero, de Claude Chabrol
- 1982 : Les Quarantièmes rugissants, de Christian de Chalonge
- 1985 : On ne meurt que deux fois, de Jacques Deray
- 1985 : Le Rébus (TV)
- 1986 : Bajazet (TV), de Pierre Cavassilas
- 1993 : Louis, enfant roi, de Roger Planchon

### Director
- 1986 : Bajazet (TV)